# Neverwinter Nights
Neverwinter Nights (gängige Abkürzung: NWN) ist ein 2002 von Atari veröffentlichtes Computer-Rollenspiel für Windows, Mac OS X und Linux. Es basiert auf der 3. Edition des D&D-Regelwerks und wurde vom kanadischen Entwicklerstudio BioWare entwickelt. Es spielt in der Umgebung der namensgebenden Stadt Niewinter (engl.: Neverwinter). Neben einer Einzelspielerkampagne bietet NWN eine umfassende Mehrspieler-Funktionalität sowie einen umfangreichen Editor zum Erstellen kostenloser Einzelspieler- und Mehrspieler-Module.

## Handlung
In der Stadt Niewinter im Norden der Vergessenen Reiche wütet eine grauenhafte Pest. Zur Bekämpfung der Seuche wurden vier Kreaturen nach Niewinter gebracht, die für die Herstellung einer Medizin benötigt werden. Dazu werden alle vier in der Abenteurerakademie untergebracht, in der man als Abenteurer gerade eine Ausbildung abgeschlossen hat. Man erlebt mit, wie die Akademie Opfer eines Anschlags wird; die vier Kreaturen entkommen und verteilen sich über die Viertel der Stadt. Während der Suche nach diesen Wesen enthüllt man Schritt für Schritt eine gewaltige Verschwörung, ausgehend von der Stadt Luskan.
Das Spiel erzählt auch die tragische Geschichte vom Fall des weiblichen Paladin des Tyr, Fürstin Aribeth de Tylmarande. Nachdem ihr Geliebter als vermeintlicher Mitverschwörer auf Forderung der Bürger von Niewinter hingerichtet wird, sinnt sie auf Rache gegen die Urheber der Pest. Von Trauer und Zorn fehlgeleitet, schließt sie sich schließlich den feindlichen Truppen von Luskan an und führt diese gegen die eigene Stadt.

## Spielprinzip
Wie im originalen Dungeons & Dragons beginnt das Abenteuer mit der Erschaffung des Charakters. Man wählt dabei das Geschlecht, das Volk (Mensch, Elf, Zwerg o. a.), die Klasse (Kämpfer, Schurke, Magier, Kleriker o. a.), die Gesinnung (gut/böse bzw. rechtschaffen/chaotisch), Attribute (Beispiele: Stärke, Geschicklichkeit, Intelligenz), Fähigkeiten (Beispiele: Fertigkeiten, Talente, Zaubersprüche), das Aussehen und den Namen. Entgegen der üblichen D&D-Tradition stellt Neverwinter Nights dem Spieler ohne Add-ons keine Helden-Gruppe zur Seite. Es ist lediglich möglich, sich wie in Diablo II durch einen einzelnen vom Computer gesteuerten Helfer begleiten zu lassen, der sich nur rudimentär vom Spieler lenken lässt. Durch die beiden Add-ons wird die Zahl der möglichen Begleiter jedoch erhöht, und es werden mehr Eingriffsmöglichkeiten geboten, wie z. B. der Zugriff auf das Inventar des Begleiters.
Man steuert die eigene Hauptfigur in einer Third-Person-Perspektive durch die dreidimensionale Spielwelt. Neverwinter Nights ist das erste D&D-Abenteuer, welches vollständig in in Echtzeit berechneter 3D-Grafik zu durchwandern ist. Ergonomieverbessernde Patch-Versionen und Add-ons ermöglichen es dem Spieler immer komfortabler, den Blick von der ursprünglich relativ starren Kameraperspektive zu lösen und freiere Rundum-Schwenks durchzuführen oder quasi in Egoperspektive zu agieren.
Die Dialogführung mit ihren Optionen ist als Baumstruktur gestaltet. Wie es in Computer-Rollenspielen allgemein üblich ist, erlangt die Spielfigur durch das Erlegen und Plündern von Schreckgestalten und Unholden, durch das Finden, Transportieren bzw. Benutzen von Gegenständen und durch das Lösen von anderweitigen Rätseln etc. Erfahrungspunkte, die den Charakter ab einem bestimmten Schwellenwert um eine weitere Stufe aufsteigen lassen. Mit jedem Stufenaufstieg kann der Charakter vielseitig verbessert werden (mehr Lebenspunkte, mächtigere Zaubersprüche, zusätzliche Fähigkeiten usw.).

### Mehrspieler-Modus
Ähnlich dem klassischen Pen-&-Paper-Rollenspiel kann man auch ein gemeinschaftliches Abenteuer „leiten“. Einem Spielleiter stehen in NWN sehr viele Möglichkeiten offen, den anderen Akteuren individuell eine einzigartige Geschichte zu vermitteln. Beispielsweise schlüpft man in die Rolle eines mysteriösen Auftraggebers oder lässt überraschend willkürlich Unholde und geheimnisvolle Gegenstände auftauchen.

## Aurora-Toolset
Dem Hauptprogramm liegt als Beigabe ein Editor namens Aurora-Toolset bei, der auch von den Entwicklern zur Erstellung der offiziellen Kampagne benutzt wurde. Beim Aurora-Toolset wurde Wert auf einfache Handhabung gelegt, damit interessierte Spieler auch ohne große Programmierkenntnisse eigene Module erstellen können. Vorgefertigte Umgebungsareale können nach Belieben in der Art eines Baukastensystems zusammengesetzt und mit Kreaturen, Gegenständen und speziellen Gebäuden gefüllt werden.
Für erfahrene Hobbyprogrammierer enthält das Toolset einen Editor und einen Compiler für die an C angelehnte Skriptsprache Neverwinter Nights Script (NWN-Script). Damit kann für nahezu alle Objekte eines Moduls ein eigenes Verhalten erstellt werden. Die Systemsicherheit im Multiplayer-Modus hat jedoch Vorrang, wirkt sich mitunter einschränkend aus bzw. muss immer bedacht werden.
In so genannten HAK-Dateien können neue Inhalte mit dem Modul zum Download angeboten werden, ansonsten ist es nicht möglich, ein so erweitertes Modul zu spielen. Mit dem Aurora-Toolset erstellte Module für Neverwinter Nights dürfen aufgrund einer Klausel der Nutzungsbedingungen nur kostenlos veröffentlicht werden. Ausnahmen sind die von BioWare selbst erstellten Premium-Module.
Der große Erfolg von Neverwinter Nights begründet sich nicht zuletzt durch die Verteilung dieses Editors. Auf der Internetseite NWVault bildete sich eine große Fangemeinde, die regelmäßig eigene Module und Inhalte erschuf und damit das Spiel bereits länger als üblich am Leben erhalten hat. BioWare unterstützt diese Entwicklung dadurch, dass mit Patches nicht nur Lücken im Programm behoben, sondern auch der Editor um weitere Funktionen erweitert wird. Die Add-ons verstärken das Spiel zusätzlich durch neue Kreaturen, neue Landschaftstypen oder ähnliches. Der Spieler muss jedoch die entsprechenden Add-ons besitzen, um Module mit diesen Inhalten spielen zu können.
Kritiker bemängeln vor allem die geringe Vielfalt des Editors, der besonders zu Beginn nur wenige Variationsmöglichkeiten bei den platzierbaren Objekten bot und somit Erweiterungen durch HAK-Dateien eher zur Regel als zur Ausnahme machte. Außerdem wurde des Öfteren der Vorwurf erhoben, BioWare hätte im Wesentlichen nur einen Editor auf den Markt gebracht, die Entwicklung von interessanten Inhalten aber der Fangemeinde überlassen. Dies bezieht sich auf die inhaltliche Kritik an der mitgelieferten offiziellen Kampagne, die bei einigen Spielern keinen Anklang fand.
Der letzte Patch 1.69, mit dem Bioware seine Unterstützung einstellt und das Programm noch umfangreich erweitert, erschien nach langer Testphase und regem Austausch mit der Community am 9. Juli 2008 (bisher nur als inoffizielle Erweiterung auf Deutsch).

## Entwicklung
Neverwinter Nights wurde noch während der Entwicklung von Baldur’s Gate 2 im August 1999 gemeinsam von Interplay und BioWare auf der Spielemesse GenCon angekündigt. Nach rechtlichen Auseinandersetzungen zwischen BioWare und Interplay endete die Zusammenarbeit der beiden Unternehmen jedoch vorzeitig. Es erschien schließlich über den französischen Publisher Infogrames, der es unter seinem Atari-Label veröffentlichte.

## Rezeption
Neverwinter Nights erhielt sehr gute Bewertungen (Gamerankings: 88,98 % / Metacritic: 91 von 100).
Das Spiel wurde von der Academy of Interactive Arts & Sciences als Bestes Computer-Rollenspiel des Jahres 2003 ausgezeichnet. Zum Zeitpunkt der Veröffentlichung des Nachfolgetitels Neverwinter Nights 2 hatte sich das Spiel etwa drei Millionen Mal verkauft.

## Erweiterungen

### Der Schatten von Undernzit (Add-on)
Neverwinter Nights – Der Schatten von Undernzit (SvU) wurde von Floodgate Entertainment für BioWare entwickelt und erschien im Juni 2003. Um dieses Add-on spielen zu können, muss das Basisspiel installiert sein.

#### Handlung
Die Handlung der neuen Einzelspieler-Kampagne beginnt in der Stadt Hügelspitze und spielt etwa zeitgleich mit dem Ausbruch der Seuche in Niewinter. Es gibt allerdings keine nähere Verbindung zur Handlung des Hauptspiels, da der Spieler keine Möglichkeit haben wird, nach Niewinter oder in die angrenzenden Regionen zu gelangen. Ab und zu hört man von einem NPC von den Ereignissen in Niewinter.
In den Vergessenen Reichen gab es einst eine Nation mächtiger Magier, genannt Nesseril. Deren Macht war so groß, dass sie sogar ihre gigantischen Städte durch die Lüfte schweben lassen konnten, als seien die Gesetze der Schwerkraft für dieses Volk bedeutungslos. Doch der ungezügelte Ehrgeiz einiger Magier zerstörte ihre Zivilisation und die schwebenden Städte stürzten auf den Boden, wobei die Einwohner ausgelöscht wurden. Die Nesseril gerieten mit der Zeit weitgehend in Vergessenheit. Doch auch viele Generationen später sind die Überreste ihrer Städte noch erfüllt von mächtiger Magie und finsteren Geschöpfen. Eine geheimnisvolle Kreatur versucht die Kontrolle über Undernzit, eine der einst prächtigen Städte, zu erlangen und mit Hilfe der Magie der Nesseril die Weltherrschaft an sich zu reißen.
Die Reise führt den Spieler von den verschneiten Regionen des Hochwaldes durch die trockene Wüste Anauroch bis nach Undernzit, wo es zum entscheidenden Kampf mit dieser Kreatur kommt.

#### Neuerungen
Begleiter-Inventar
Mit Schatten von Undernzit kommt den Gefolgsleuten des Spielers deutlich mehr Bedeutung als in der Hauptkampagne zu. Mehr Interaktion mit dem Begleiter verleiht dessen Persönlichkeit mehr Tiefe, und darüber hinaus mischen sich die bisher eher schweigsamen Söldner nun auch verstärkt in die Gespräche zwischen Spielercharakter und Nichtspielercharakteren ein.
Außerdem kann der Spieler nun das Inventar seines Söldners verwalten; die Beschränkung von einem Söldner pro Spieler bleibt allerdings bestehen.
Prestigeklassen und neue Talente
Die Möglichkeiten der Charakterentwicklung wurden mit der Einführung von fünf Prestigeklassen ausgebaut. Prestigeklassen sind Spezialisierungen der bereits vorhandenen Standard-Klassen. Sie betonen bestimmte Aspekte dieser Professionen und sind mit besonderen Talenten verbunden, beispielsweise der Assassine als Ergänzung zu bisherigen Schurken-, Barden- oder Waldläufercharaktere. Sie weichen von den Standard-Klassen insofern ab, als zuerst gewisse Bedingungen erfüllt werden müssen, bevor man bei einer Charakteraufwertung in diesen Subklassen aufsteigen kann. Der Spieler muss somit bei der Charakterplanung entsprechend vorausplanen, wenn er beabsichtigt, später eine dieser Klassen zu wählen. Hinzu kamen außerdem 30 neue Talente.
Magie und Monster
Mehr als 50 neue Zaubersprüche bietet SvU den Spielern magischer Charaktere. Darunter sind alte Bekannte wie die verschiedenen Bigby-Sprüche (Bigbys Geballte Faust, Zugreifende und Zerdrückende Hand), die schon in Baldur’s Gate 2 benutzt werden konnten.
SvU führt insgesamt 16 neue Kreaturen ein. Dabei haben sich die Entwickler ein paar besonders ausgefallene Monster aus der Palette möglicher D&D-Wesen ausgesucht, wie z. B. den Basilisken, der mit seinem Blick versteinert, Pseudo-Drachen oder Formianer. Letztere sehen aus wie eine Mischung aus Mensch und Ameise. Auch alle bislang mit Patches veröffentlichten Kreaturen wie Ratten und Gnolle sind im Add-on enthalten.
Technisches
Die Bastler und Spielleiter unter den Spielern erhalten zahlreiche Erweiterungen zum Werkzeugset, darunter drei neue Plattensets, die man auch in der Kampagne zu sehen bekommt (ländlicher Winter, Ruinen, Wüste). Außerdem bekommen Modulbauer viele neue Script-Befehle und Funktionen spendiert.
Für Probleme sorgten einige Bugs, die wohl darauf zurückzuführen sind, dass man unbedingt den Erscheinungstermin Ende Juni einhalten wollte (genau ein Jahr nach dem Erscheinen von Neverwinter Nights). Missstimmung unter den europäischen Spielern löste außerdem die Patch-Politik BioWares und Ataris aus, die dazu führte, dass Spieler der nicht-englischen Version fast zwei Monate nicht auf englischen Servern spielen konnten, da diese bereits eine Patchversion weiter waren.

### Die Horden des Unterreichs (Add-on)
Neverwinter Nights – Die Horden des Unterreichs (HdU) wurde im März 2004 veröffentlicht. Um dieses Add-on spielen zu können, muss das Basisspiel installiert sein. Die Installation der ersten Erweiterung Schatten von Undernzit ist hingegen optional.

#### Handlung
Die Einzelspieler-Kampagne beginnt mit der Ankunft des Spielercharakters in Tiefwasser, einer der größeren Städte Abeir-Torils, wodurch die Handlung unmittelbar an das vorherige Add-on Schatten von Undernzit anschließt. Zurückgekehrt von der Schattenebene findet man die Stadt im Belagerungszustand vor. Gruppen von Dunkelelfen (Drow) und Kreaturen aus dem Unterreich – einem gigantischen Refugium unter der Erdoberfläche – ziehen marodierend durch die Straßen, und der Herr des Unterbergs (eines riesigen unterirdischen Labyrinths, vertikal zwischen der Stadt Tiefwasser und dem Unterreich gelegen) namens Halaster (ein verrückter Magier) scheint verschwunden.
Als frisch eingetroffener Held wird man gebeten, Licht in diese Angelegenheit zu bringen. Nachdem man seiner gesamten Ausrüstung von einem Drow-Spion beraubt wurde, darf man zwei der früheren Waffengefährten aus Neverwinter Nights aussuchen, um mit ihnen in den Unterberg hinabzusteigen.
Im Laufe des Spiels stößt man auf Betrachter, Orks, Illithiden, noch mehr Drow-Wesen – sowie auf die Valsharess (eine Oberin der Drow, die das Unterreich und konsequent auch die Oberfläche unterwerfen und beherrschen möchte). Am Ende liegt das Schicksal der gesamten Welt in den Händen des Spielercharakters.
In Die Horden des Unterreichs beginnt der Spielercharakter bereits auf Charakterstufe 15. Ab Stufe 21 wird man zum „epischen Charakter“: Halbgottgleich ist man nun in der Lage, mächtige Talente und Zaubersprüche zu wählen und seine Charakterwerte um einiges in die Höhe zu treiben. Magier und Kleriker freuen sich über die Möglichkeit, nun „epische Zauber“ wirken zu können, z. B. einen roten Drachen zu beschwören und zu kontrollieren oder einen verheerenden Höllensturm zu verursachen.

#### Neuerungen
Mit Horden des Unterreichs wurde die bisherige Begrenzung auf einen Begleitcharakter aufgehoben. Im Spiel kann der Spieler nun zwei Gefolgsleute gleichzeitig anheuern. Die Grenze der maximalen Erfahrungspunkte wurde deutlich angehoben. Spielercharaktere können damit die nach D&D-Regelwerk sogenannten epischen Stufen 21 bis 40 erreichen. Die Möglichkeiten der Charakterentwicklung wurde dabei durch sechs neue Prestigeklassen sowie neue Talente und Zaubersprüche erweitert. Eine allgemeine Neuerung besteht darin, dass sich viele Entscheidungen (das Aushändigen mächtiger Artefakte, das Gespräch mit Gefolgsleuten etc.) noch stärker auf das Spielende und die Zukunft der Welt auswirken. Erweitert wurde zudem der Umfang des Editors, durch das Hinzukommen von vier neuen Plattensets, 16 neuen Kreaturen und neuer Werkzeug-Funktionalitäten.

### Premium-Module
Bei den Premium-Modulen handelte es sich um offizielle, nur online im BioWare-Shop erhältliche Bezahlmodule. Gegen eine jeweils einmalige Gebühr wurden diese Module zum Download freigegeben und an die persönliche Seriennummer des Hauptspiels gebunden. Sie wurden von BioWare meist in Zusammenarbeit mit Community-Entwicklern erstellt und bieten neue, abgeschlossene Handlungen in professioneller Qualität. Dabei wurden die Texte auch teilweise vertont und die Module mit besonders hochwertigen Zusatzinhalten ausgestattet, die allerdings im Editor größtenteils nicht zur eigenen Verwendung verfügbar sind. Voraussetzung ist der Besitz des Grundspiels und beider Add-ons sowie eine Online-Verbindung beim Starten und Laden des Moduls. Die Module sind ausschließlich in englischer Sprache erhältlich. Erschienen sind:
- Shadowguard (Veröffentlichung: 10. November 2004)[10][11]
- Witch’s Wake (Überarbeitete Version der kostenlosen Erstveröffentlichung, nur in Verbindung mit ShadowGuard erhältlich, Veröffentlichung: 10. November 2004)[10]
- Kingmaker (Veröffentlichung: 10. November 2004)[10]
- Pirates of the Sword Coast (Veröffentlichung: 23. Juni 2005)[12]
- Infinite Dungeons (Veröffentlichung: 26. Mai 2006)[13]
- Wyvern Crown of Cormyr (Veröffentlichung: 14. September 2006)[14]

Da es seitens Atari im Laufe der Zeit zu einer ablehnenden Haltung gegenüber Premium-Modulen kam und keine weiteren Genehmigungen für Premium-Module mehr erteilt wurden, wurden folgende, ursprünglich als Premium-Module konzipierte Arbeiten kostenlos für die NWN-Community freigegeben:
- Darkness over Daggerford (entwickelt von Ossian Studios)[15]
- Tyrants of the Moonsea[16]

Seit 30. August 2009 sind die Premium-Module nach Aufforderung durch Atari nicht mehr länger über den BioWare-Shop erhältlich und seit Mitte 2010 werden sie selbst für frühere Käufer nicht mehr zum erneuten Herunterladen angeboten. Die Authentifizierungs-Server funktionieren jedoch weiterhin, sodass bereits erworbenen und installierten Module weiterhin genutzt werden können.

### Freie Inhalte

#### Privat entwickelte Einzelspieler-Module
Der NWVault von IGN (siehe unter Weblinks) enthält zum 18. Dezember 2008 über 5000 privat entwickelte, kostenlose Module in bekannten als auch eigenen Settings, allerdings überwiegend in englischer Sprache. Mit dem Editor Aurora-Toolset (siehe oben) ist es auch Amateuren mit etwas technischem Verständnis und genug Zeit vergleichsweise leicht möglich, Dramen, Romanzen, Komödien oder Schauergeschichten von der Short Story bis hin zum mehrteiligen Epos zu konstruieren. Auf die Hall of Fame des NWVault sei hingewiesen. Auch HAK-Dateien für die Community können selbst erstellt werden. Das Spiel ist generell sehr flexibel gehalten.

#### Community Expansion Pack
Das CEP (bedeutend erweitert mit Version 2) wurde nicht von BioWare hergestellt, sondern ist eine von Hobbyentwicklern erstellte, inoffizielle Erweiterung. Es kann kostenlos heruntergeladen und unabhängig von den offiziellen Erweiterungen installiert werden.
Dieses Add-on beinhaltet keine neuen Spielmodule (Abenteuer), sondern erweitert den Leveleditor um zusätzliche Gestaltungsmöglichkeiten (Kreaturen, Gebrauchsgegenstände, Umgebungsdesigns etc.). Modulentwickler erhalten dadurch mehr Möglichkeiten bei der Gestaltung eigener Abenteuer. Bedingt durch die geringe Vielfalt des ursprünglichen Editors entwickelte sich das CEP zu einem Standard für spätere Fanmodule und Persistenten Welten. Daher wurde die Installation für die meisten herunterladbaren und online spielbaren Zusatzmodule obligatorisch.

#### Persistente Welten
Persistente Welten (engl.: Persistent Worlds) sind von der Community erstellte und betriebene virtuelle Welten. Eine persistente (= fortbestehende) Welt hat im Gegensatz zu anderen Spielen bzw. zu anderen Spielmodi kein definiertes „Ende“ (Die Spielwelt endet dann, wenn der Server ausgeschaltet wird). In der Regel laufen persistente Welten ständig, die Server sind 24 Stunden, 7 Tage die Woche erreichbar. Über zusätzliche von der Community entwickelte Softwarekomponenten kann Neverwinter Nights mit SQL-Servern verbunden werden.
Die Geschichte läuft einfach weiter, die Welt existiert also ohne die eigene Präsenz und jeder Spieler mit seinen Handlungen hat optimalerweise die Möglichkeit, die Geschichte der Welt zu beeinflussen. Persistente Welten sind vom Aufbau her MMORPGs ähnlich. Das Spielen auf den Online-Servern der Community ist ausnahmslos kostenlos. Ein Verzeichnis der persistenten Welten findet man unter anderem auch im Forum RPG-Board.

## Neverwinter Nights: Enhanced Edition
Die Neverwinter Nights: Enhanced Edition ist eine überarbeitete und mit neuen Inhalten erweiterte Fassung von Neverwinter Nights einschließlich der Erweiterungen Der Schatten von Undernzit und Die Horden des Unterreichs. Des Weiteren sind drei Premium Module (Kingmaker, ShadowGuard und Witch’s Wake) enthalten. Hauptmerkmal neben der Zusammenfassung der ursprünglich separaten Veröffentlichungen ist die Anpassung für neuere Betriebssysteme sowie eine Version für Geräte mit Touchsteuerung (Tablet-PCs). Entwickelt wurde sie von Overhaul Games, einem Team ehemaliger BioWare-Mitarbeiter. Die Erstveröffentlichung erfolgte am 27. März 2018 für Windows über die Online-Anbieter Beamdog, dem Unternehmen hinter Overhaul Games, und Steam. Seitdem folgten Versionen für iOS, Ubuntu, SteamOS und macOS. Eine Fassung für Android erschien im Juli 2019. Im Dezember 2019 erscheint dieser Titel auch für PS4, Xbox One und Nintendo Switch.

### Erweiterungen
Folgende kostenpflichtige Erweiterungen sind bisher erschienen:
- Heroes of Neverwinter (Veröffentlichung: 27. März 2018)
- Infinite Dungeons (Veröffentlichung: 27. März 2018)
- Pirates of the Sword Coast (Veröffentlichung: 27. März 2018)
- Wyvern Crown of Cormyr (Veröffentlichung: 27. März 2018)
- Darkness Over Daggerford (Veröffentlichung: 1. August 2018)
- Tyrants of the Moonsea (Veröffentlichung: 21. August 2018)
- Dark Dreams of Furiae (Veröffentlichung: 24. März 2020)[20]
- Doom of Icewind (Veröffentlichung: 21. Februar 2025)[21]

## Nachfolgeprojekte

### Neverwinter Nights 2
Der direkte Nachfolger zu Neverwinter Nights wurde 2004 angekündigt und in Europa am 2. November 2006 veröffentlicht. Das Spiel wurde nicht mehr von BioWare, sondern von Obsidian Entertainment entwickelt. Dabei handelte es sich um ehemalige Interplay-Mitarbeiter der Black Isle Studios, die bereits Baldur’s Gate produziert und die Spiele Icewind Dale und Planescape: Torment entwickelt hatten.
Im Zeitraum September 2007 bis April 2009 erschienen weiterhin mit Mask of the Betrayer und Storm of Zehir zwei offizielle Erweiterungen und eine Download-Kampagne mit dem Titel Mysteries of Westgate.

### Neverwinter Nights Mobile
Im September 2004 veröffentlichte das amerikanische Unternehmen JAMDAT Mobile eine von Floodgate Entertainment entwickelten Ableger des Spiels mit eigener Handlung für Mobiltelefone. Als Ziehkind eines Druiden in den Wäldern von Kryptgarden, nördlich von Tiefwasser, untersucht der Spielercharakter das Auftauchen schwarzen Rauchs, der die Bewohner des Waldes in bösartige Kreaturen verwandelt.
Das Spiel wurde nicht zum vollständigen Download angeboten, sondern der Content bei Bedarf auf das Telefon gestreamt. Die Speicherstände wurden ebenfalls zentral auf einem Server angelegt. Dadurch konnte der Käufer das Spiel auf unterschiedlichen Telefongeräten ausführen, blieb zum Spielen jedoch vom Netzempfang abhängig. Neverwinter Nights Mobile erhielt positive Bewertung. Besonders hervorgehoben wurde der im Vergleich zu anderen Handyspielen große Umfang des Spiels. Gelobt wurde zudem die große Nähe zum D&D-Regelwerk und die gut auf Telefone abgestimmte Steuerung. Kritisiert wurde hingegen das etwas einseitige, kampflastige Spielprinzip, die vorhersehbare Handlung, stark ähnelnde Levels und die schwache Grafikleistung.

### Neverwinter
Atari kündigte am 23. August 2010 für das vierte Quartal 2011 ein neues MMORPG in der Region der Stadt Niewinter an. Neverwinter wird von Cryptic Studios entwickelt. Ein direkter Bezug zu den von BioWare und Obsidian entwickelten Titeln besteht nicht; allerdings bleiben viele D&D-Elemente der Vergessenen Reiche bestehen – z. B. Orte wie Luskan, Niewinter, Waterdeep, Baldur’s Gate, Amn etc. sowie ein Toolset (Foundry) zum Erstellen eigener epischer Quest-Kampagnen, die weltweit getauscht, erlebt und diskutiert werden können.
Nachdem Cryptic Studios von Perfect World Entertainment aufgekauft wurde, hat man das Spiel als Free2Play-MMORPG umgeschrieben. Das Spiel erschien am 30. April 2013 als Open Beta und wechselte am 2. Juni 2013 in den regulären Betrieb. Nach Fury of the Feywild und Shadowmantle Ende 2013, ist im Mai 2014 mit Curse of Icewind Dale bereits die dritte Erweiterung erschienen.

### Heroes of Neverwinter
Im Juni 2011 kündigte Atari in Zusammenarbeit mit Liquid Entertainment Heroes of Neverwinter als Spieleapplikation für das Soziale Netzwerk Facebook an. Es basiert auf den D&D-Regelwerk der 4. Edition und bietet dem Spieler kleinere Abenteuer, die er allein mit einer sechsköpfigen Heldengruppe oder gemeinsam mit Freunden innerhalb des Netzwerks spielen kann. Die sozialen Interaktionsmöglichkeiten stellen dabei ein Hauptmerkmal des Spieles dar. Bei Erstveröffentlichung lagen insgesamt 45 Missionen vor, ein Editor ermöglicht es Spielern jedoch, eigene Abenteuer zu erstellen und mit Freunden zu teilen. Das Kampfsystem des Spiels ist rundenbasiert. Die Nutzung des Spiels ist grundsätzlich kostenlos, bietet Spielern jedoch gegen Bezahlung gewisse Spielvorteile. Eine offene Betaphase startete im September 2011.